# Foveon
Foveon Inc. ist ein Unternehmen in den USA, das Produkte im Bereich der digitalen Fotografie herstellt. 1997 gründete Carver Mead das Unternehmen. 
Foveon entwickelte den von der Bauart her einzigartigen Foveon-X3-Bildsensor. Im November 2008 wurde das Unternehmen vom Objektiv- und Kamerahersteller Sigma aufgekauft.